# Скарпа, Карола
А́на Кароли́на «Каро́ла» Рора́то де Оливе́йра-Ска́рпа (порт. Ana Carolina «Carola» Rorato de Oliveira-Scarpa; 24 августа 1971, Сан-Паулу, Бразилия — 25 февраля 2011, там же) — бразильская актриса и «светская львица».

## Биография

### Ранние годы
Ана Каролина Рорато де Оливейра (настоящее имя Каролы Скарпа) родилась 24 августа 1971 года в Сан-Паулу (Бразилия) семье телевизионного режиссёра Гуга де Оливейра (род.1941).

### Карьера
В 1989 году Карола сыграла роль Мишель в телесериале «Стеклянный занавес». 
Скарпа имела статус «светской львицы».

### Личная жизнь
В 1998—1999 года Карола была замужем за Чикино Скарпа (род.1951).
Также Скарпа состояла в фактическом браке с неким охранником, от которого у неё был сын.

### Проблемы со здоровьем и смерть
В последние годы жизни Карола страдала от нервной анорексии и сахарного диабета, которые были осложнены почечной и полиорганной недостаточностями. 
23 февраля 2011 года Карола перенесла сердечный приступ, что было «осложнением борьбы с болезнями». Скарпа скончалась 2 дня спустя, 25 февраля, в больнице в Сан-Паулу (Бразилия) 39-летнем возрасте.